# Monte (Cantabrie)
Pour les articles homonymes, voir Monte.
Monte est une commune espagnole de Cantabrie située à 2,4 kilomètres du centre de Santander. Selon le recensement de 2017 (INE), la population de Monte s'élevait à 2378 habitants.
Son littoral inclut les plages suivantes : plage de El Bocal, plage Rosamunda, plage des Carabineros, plage La Maruca.

## Culture
- Matilde Camus poète née à Santander, fille et petite-fille de Monte et très attachée à la commune de Monte. Elle a toujours été présente dans la vie culturelle de Monte.